# Bourreria spinifex
Bourreria spinifex là loài thực vật có hoa trong họ Mồ hôi. Loài này được (Roem. & Schult.) Griseb. mô tả khoa học đầu tiên năm 1863.